# Айва (приток Салды)
Айва — река в России, протекает по Свердловской области. Устье реки находится в 127 км по левому берегу притока Туры реки Салда. Длина реки составляет 28 км.

## Данные водного реестра
По данным государственного водного реестра России относится к Иртышскому бассейновому округу, водохозяйственный участок реки — Тура от истока до впадения реки Тагил, речной подбассейн реки — Тобол. Речной бассейн реки — Иртыш.
Код объекта в государственном водном реестре — 14010501212111200004800.